# 天火 (角色)

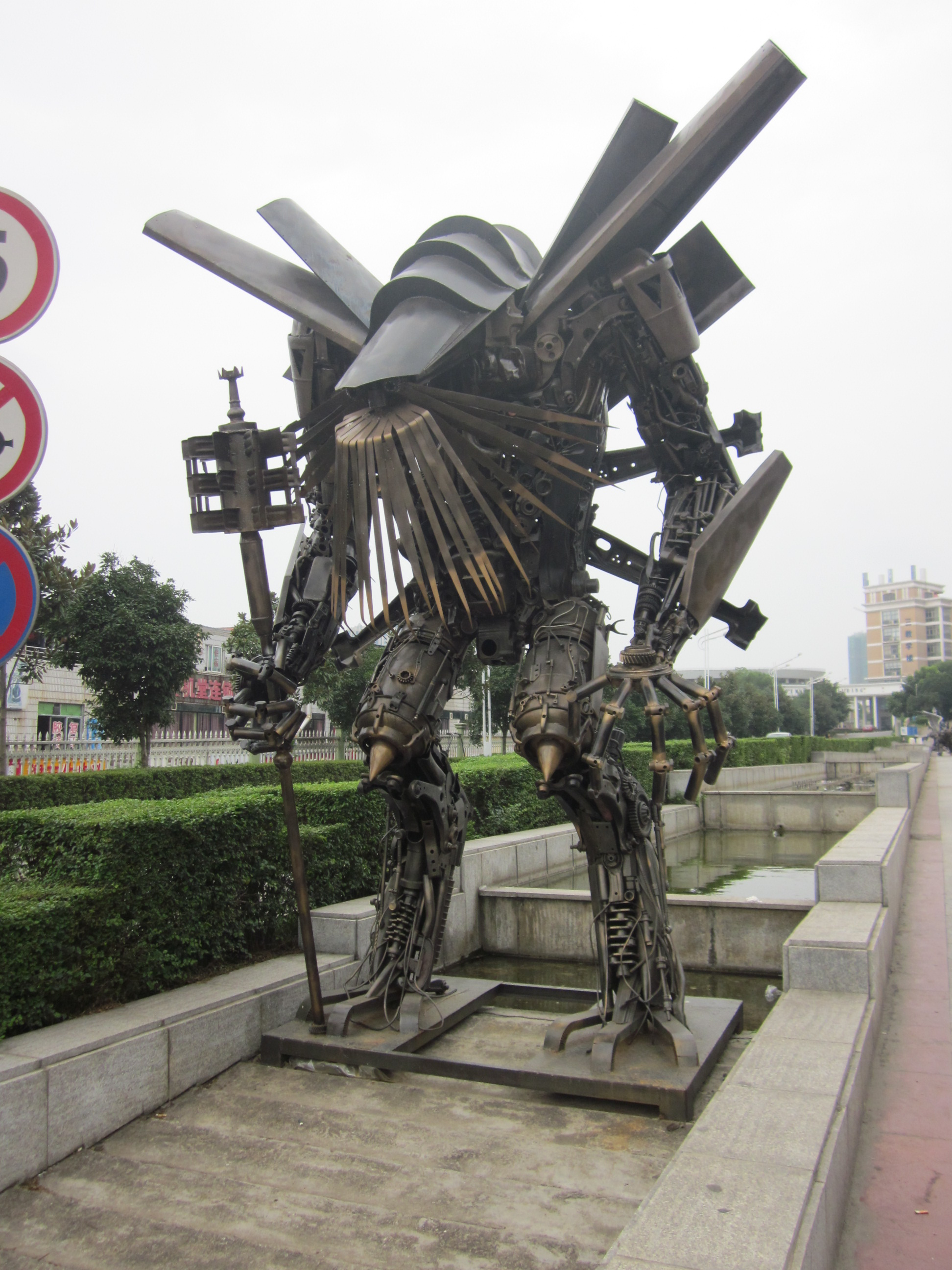
湖南涉外经济学院的天火雕像，形象來自於其在真人電影系列的外觀。

天火（JetFire）是變形金剛中相當活躍的角色之一。通常是博派(Autobot)成員、有時是從狂派(Decepticon)轉投博派，部分作品中有科學家的身分，通常體型比一般的變形金剛來的大，身體以白色為主，背後有紅色的槍炮構造、變形成類似飛船或是太空梭的載具。

## 電視動畫

### G1動畫
在G1動畫中，天火是一位善良的老練科學家，身材高大、力量強大，但並不擅長戰鬥，只喜歡科學實驗。在大戰前和天王星(Starscream)是同僚和好朋友，變形成一艘太空船。
在一次探勘任務中，天火意外墜落到地球上，經過多年之後被來到地球的狂派給救起，之後不認同狂派的理念因而加博派。最後為了幫助博派，被埋在冰層下，在變形金剛動畫第10集后重新被博派救起。之後的主要戲份通常是擔任博派的太空載具。

#### 玩具與版權爭議
天火最早的玩具是孩之寶(Hasbro)向萬代购买版权的VF-1S的重涂版玩具，來自動畫《太空堡壘》系列中的1982年的動畫《超時空要塞》的VF-1S可變型戰鬥機。但是因為並沒有動畫形象使用版權，因此在動畫版中的天火形象和玩具經過大幅修改、相差甚異。
於是，在美國的孩之寶賣的天火玩具是屬於孩之寶的，但孩之寶的日本合作夥伴特佳麗(Takara)在日本卻不能賣、因為同款玩具在日本的販售權被萬代所持有，而為了避免幫敵對公司的玩具打廣告，天火在動畫中的形象經過重新設計、完全抹除玩具的特徵、甚至改名叫作「Skyfire」 。其玩具的原始外觀之後在部分作品─主要是漫畫─中被視為他的「盔甲」，他可以穿戴上以增加火力和防護力。

#### 漫畫表現
相對而言，天火在早期的漫威漫畫上的推行就沒有這個問題，其造型雖然和卡通一樣，但是保留了「Jetfire」的名稱，並且甚至在沒有引進柯博文(Optimus Prime)玩具的歐洲市場「代替」柯博文成為博派領導人的位置。

### 邪神三部曲
邪神三部曲是對在2000年初由日方主導製作的三部變形金剛電視動畫作品的稱呼，如下所列：
| 播映年分 | 日文原標題 | 中文標題 | 美國標題 |
| -------- | --- | --- | --- |
| 2002     | 超ロボット生命体トランスフォーマー マイクロン伝説                                                                                      | 變形金剛：微型傳說/變形金剛：雷霆艦隊/變形金剛：艦隊系列                                                                               | Transformers: Armanda |
| 2004     | トランスフォーマー スーパーリンク | 變形金剛：超能連結/變形金剛：超能量爭霸戰                                                                                              | Transformers：Energon |
| 2005     | トランスフォーマー ギャラクシーフォース                                                                                                | 變形金剛：銀河之力 | Transformers: Cybertron |
| 註記     | 邪神三部曲是美版的設定，在日版中只有《微型傳說》和《超能連結》是有關連的故事，銀河原力是完全獨立制作的新篇章、與前兩作在劇情上和無關。 | 邪神三部曲是美版的設定，在日版中只有《微型傳說》和《超能連結》是有關連的故事，銀河原力是完全獨立制作的新篇章、與前兩作在劇情上和無關。 | 邪神三部曲是美版的設定，在日版中只有《微型傳說》和《超能連結》是有關連的故事，銀河原力是完全獨立制作的新篇章、與前兩作在劇情上和無關。 |

#### 變形金剛：微型傳說
在2002播出到2003年播出的電視動畫中的天火造型和以往相差甚鉅，雖然同樣變成太空梭，但個性、造型完全不同。造型上變得較為矮壯、以白色為主色、胸前構造是太空梭的頭部、頭上有頭冠狀的紅色構造、兩隻黃色眼睛、並且臉部有黃色的面罩遮住口部。個性勇敢、充滿熱情，而且是柯博文的副司令官、博派第二領導人，留守在賽博坦，並且可以和此版本的柯博文合體成「航空柯博文」(ジェットコンボイ/Jet Convoy/Jet Optimus)、具有飛行能力和更強的力量。日文原文版則由千葉進步聲演，英文版由史考特‧麥克尼爾(Scott Mcneil)配音。

#### 變形金剛：超能連結
在2004年的續作、天火的臉部造型略有更改，眼睛的部分從雙眼變成一條橘色的單一目鏡，並且其他結構也有些微的改變，並在劇集後段、配合劇中故事改變配色、以深藍色為主。日文版改由檜山修之聲演，英文版則維持史考特‧麥克尼爾配音，和英文版的奧米茄(Omega Supreme)、鐵腕(Strongarm)共用同一名配音員。

#### 變形金剛：銀河之力
在2005年的《銀河之力》中，天火在日版是和原作無關的人物，美版則視作同一角色。頭部造型和《變形金剛：超能連結》維持一致，並以綠色和白色為主色，身體構造改變，變形型態是一架四渦輪貨運機，能夠使用力量晶片(Force Chip)發動必殺技。在本作中同樣是博派的副司令官，個性輕鬆、具有幽默感，並在最後柯博文離開博派、前去建造太空站後接替其位置、成為博派總司令官。日文版由石川英郎聲演，英文版由布萊恩‧德拉門(Brian Drummond)配音，而前作的配音員史考特‧麥克尼爾則在本作中替亞尼馬多羅斯行星上的野獸金剛嚎叫(Snarl，變形成機械野狼)、捕手(Backstop，變形成機械犀牛)配音。

### 變形金剛進化版(Transformers: Animated)
在2008年播映的電視動畫《變形金剛進化版》中，雖然「天火」有出場，但和上述差異甚大，幾乎只有名字相同。此版本的天火為精英衛隊隊員，也是天暴的(JetStorm)的雙胞胎兄弟。可以放火，也可以與天暴合體成為超速戰士保衛者。日文版由山口勝平配音，英文版由湯姆‧肯尼(Tom Kenny)聲演，和人類科學家艾薩克‧桑達克(Isaac Sumdac)、狂派成員天王星、建造金剛廢鐵(Scrapper)、天王星的一眾複製金剛噴射機(Ramjet)、太陽風(Sunstorm)、天鷗(Skywarp)、裂雷(Thundercracker)、大黃蜂和隔板(Bulkhead)的學院同儕胡蜂(Wasp)、胡蜂變異成的胡蜂勇士(Waspinator)、賽博坦情報販子老鼠勇士(Rattletrap)等眾多角色共用同一名配音員。

### 聯合宇宙世界觀(Aligned continuity)
聯合宇宙世界觀是孩之寶在2010年代推動的一個概念，目的是希望將變形金剛的相關作品整合在同一個世界觀中。此世界觀包含四部動畫作品、兩部電玩作品和一些小說、一部設定集，如下表所列。天火在其中的兩部作品中登場。
| 年份      | 標題                                                              | 性質     |
| --------- | ----------------------------------------------------------------- | -------- |
| 2010      | 《變形金剛：賽博坦之戰》(Transformers: War For Cybertron)         | 電玩遊戲 |
| 2010~2013 | 《變形金剛：領袖之證》(Transformers Prime)                        | 電視動畫 |
| 2011~2016 | 《變形金剛：救援機器人》(Transformers: Rescue Bots)               | 電視動畫 |
| 2012      | 《變形金剛：賽博坦的殞落》(Transformers: Fall Of Cybertron)       | 電玩遊戲 |
| 2014~2020 | 《變形金剛：領袖的挑戰》(Transformers: Robot In Disguise)         | 電視動畫 |
| 2019~2021 | 《變形金剛：救援機器人學院》(Transformers: Rescure Bots Accademy) | 電視動畫 |

#### 變形金剛：賽博坦之戰
在此電玩作品中出現了此版本的天火。其造型大致上介於G1版本和真人電影之間，並配合該作品的美術風格。依然以白色和紅色為主，變形成一架賽博坦太空船。由特洛伊‧貝克(Troy Baker)聲演，和澤塔至尊(Zeta Prime)共用同一名配音員。
在此作中，天火和天王星是在一座賽博坦科學太空站工作同事，該太空站主要以研究黑暗超能量體(Dark Energon)為主。在狂派入侵該座太空站之後，天王星加入狂派，而天火則變形後逃離現場。

#### 變形金剛：賽博坦的殞落
在2012年的電玩續作《賽博坦的殞落》中，天火的設定和前作維持一致，同樣由特洛伊‧貝克聲演，他在本作中也為博派同伴爵士(Jazz)、狂派昆蟲金剛反衝(Kickback)配音。

#### 變形金剛：領袖的挑戰
在本作中雖然天火沒有出現，但是在《變形金剛進化版》中他的兄弟─天暴在本作中有出場，和其兄弟滑流(Slipstream)原本都是罪犯，後來成為博派賞金獵人武士飄移(Drift)身邊的迷你金剛徒弟，之後也隨著飄移一起加入大黃蜂率領小隊，由羅傑‧克雷格‧史密斯(Roger Craig Smith)聲演，和其兄弟滑流、博派成員爆炸波(Blastwave)、狂派迷你金剛神鷹(Airazor，和百變金剛同名人物無關) 共用同一名配音員。

### 變形金剛：Cyberverse
在2018年播出的《變形金剛：Cyberverse》中，天火在第二季出場，為了追殺自己的死敵─狂派成員天鯊(Skybite)而來到地球。在本作中造型接近G1動畫，不過身體和其他變形金剛尺寸相近、並無特別高大，也沒有科學家的設定。個性戲劇化，對戰鬥抱有熱情。說話總是帶有誇張的抑揚頓挫，由傑瑞米‧李維(Jerreny Lefy)聲演，和大黃蜂、旋刃(Whirl)、天殘地缺(Rack'n'Ruin)、感應者(Perceptor)共用同一名配音員。

### 變形金剛：賽博坦大戰三部曲(Transformers: War for Cybertron Trilogy)
在由NETFLIX製作的《賽博坦大戰三部曲》中，天火是第一季《圍城》(Siege)的主要角色之一。在圍城的天火在設定和經驗上都和G1比較接近，身體以白色為主色、變形成一架可以運送同伴的巨大飛船，不過個性較以往來的比較暴戾、在狂派時期甚至會一言不和就砍下天王星的手臂。由基斯‧瑟利弗斯坦(Keith Silverstein)聲演，和大力金剛共用同一名配音員。
原先是狂派成員，後來因為理念不合而轉投博派、成為留在賽博坦的博派勢力中重要的空中戰力。
在2019年，孩之寶配合此作品推出了天火的指揮官級(Commonder Class，比「無敵戰將」級別更大)玩具，其背後的背包組件可以變形成胸甲和頭盔、讓天火裝備上後接近其原版玩具的外觀，在載具模式上是飛機上的額外裝置。

## 真人電影(Live Action Movie)

### 變形金剛：復仇之戰(Transformers: Revenge of the Fallen)
在2009年上映的真人電影系列第二集中，天火以和過去不太一樣的方式出場。在本片中天火是火種源(Allspark)最早創造出來的第一批賽博坦人(Cybertronian)，第一批向外探勘的冒險家、被稱為「Seeker」，是位非常年邁的變形金剛。其身體以黑色為主，體型巨大、即使彎腰駝背也比大黃蜂(Bumblebee)高上許多，腿部有類似鳥類的兩段關節、臉部有類似鬍鬚的構造，前起落架在變形後同時充當其拐杖以及戰斧。變形成一架SR-71偵察機、因為缺乏能量和傷勢的關係而長期以此載具模式沉眠在美國國家航空太空博物館中。個性有點暴躁、行動派、有點老年癡呆，且過於年邁而在活動時偶掉零件。由馬克‧萊恩(Mark Ryan)聲演，其也再2007年的前作中聲演大黃蜂。
曾經是狂派成員，但後來因為受不了狂派的理念而轉投博派，並展現了超空間跳躍的能力。再被火種源(Allspark)碎片喚醒、並將山姆一行人傳送到埃及後，之後直到片尾大戰才再次以超時空跳躍的方式出現參戰，輕易解決狂派成員攪拌大師(Mixmaster)後和一拳打碎瘟疫(Scorpnok)也展現其不俗的戰鬥力，但也因過於年邁而被後者偷襲腹部得手重創。目睹柯博文的領袖矩陣(Matrix of Leadership)被墮落金剛(the Fallen)奪走，將自己的火種掏出犧牲、讓身體作為升級武器送給柯博文。在飛輪(Ratchet)和搖擺(Jolt)的幫助下，柯博文再次站起，並且和天火的遺骸合體(就像在超能連結中一樣)、並變的非比尋常的強大、增加飛行能力、成功擊殺了墮落金剛、並對密卡登(Megatron)重創使狂派撤退。

### 變形金剛3(Transformers: Dark of the Moon)、《變形金剛4：絕跡重生》(Transformers: Age of Entcion)和《變形金剛5：最終騎士》(Transformers: the Last Knight)
在2011年上映的《變形金剛3》中，也出现了天火给柯博文的装备，装在柯博文的后车厢里，可以變成一座附有刀械、盾牌、斧頭的環型武器庫，或是巨大的噴射飛行背包，而其配音員馬克‧萊恩則在本作中客串飾演其中一名無人機操作人員。在2014和2017年的電影中，天火均未再出場，但是他的配音員馬克萊恩倒是在《變形金剛4：絕跡重生》聲演主要反派地獄獵人(Lockdown)，並再《變形金剛5：最終騎士》聲演一台一戰時期的坦克「中士」(Lieutenant)

## 漫畫

### 變形金剛：墮落金剛傳奇(Transformers: Tales of the Fallen)
配合真人電影第二集，IDW出版社推出了《變形金剛：墮落金剛傳奇》漫畫敘述相關的故事。本漫畫共有六冊，分別敘述了大黃蜂、斯韋伯(Sidewipe)、天火、墮落金剛、戰犬(Ravage)和雅希(Arcee)的故事。
在有關天火和墮落金剛的兩篇故事中，揭露了天火叛離狂派的故事。天火原先是屬於墮落金剛的Seeker之一，變形成賽博坦太空戰機，利用內建的超時空傳送門機制替墮落金剛找尋了許多沒有生命的星系、並架設了恆星收割器以收獲能量。再某次回到賽博坦後，知道了墮落金剛計畫利用大量的工程金剛組建狂派、背叛其他至尊的事情，並相信墮落金剛的說法、其他至尊背叛了賽博坦、並加入狂派。在墮落金剛在地球準備建造恆星收割器的時候，發現他的計畫會害死所有地球上的生命，決定反抗墮落金剛。雖然不敵墮落金剛並被重傷，但是天火成功替其他至尊(Primes)爭取了時間，讓他們及時趕到，而天火本人則被其他狂派攻擊、使用僅剩的能量進行最後一次超空間跳躍，來到地球的另一處叢林區域、並以重傷的姿態漫步著。直到在近代，某次天火被一架墜機的軍方SR-71黑鳥式偵察機擊中後、變形成該戰機的樣貌，就此陷入沉睡，之後便被搭乘降落傘降落的機組人員誤以為是墜毀的戰機後，帶回美國。

### IDW(2005~2019)
在IDW漫畫中，天火的造型和設定都與G1比較接近。在外觀上，雖然長相類似G1動畫中的造型，但是可以穿戴上額外的裝甲、看起來就和原本的玩具一樣。配合漫畫推出了不少玩具，其頭部和胸部的裝甲外觀都以G1時的玩具為主，反而不具有其在漫畫中一般狀態的外觀。
他在賽博坦戰前時期是科學家，不過不認識天王星，單純因為認同狂派的「人人應自由選擇工作」的理念而加入狂派，因為他自己身為一架飛機不被允許從事科學家的工作，並一度和奧萊恩‧派克斯(Orian Pax)和巡弋者(Prowl)發生衝突。不過在認知到狂派暴力的手段後，轉而加入博派協助巡弋者和奧萊恩‧派克斯。
在刊物《啟示錄》中，在狂派瘋狂科學家雷翼(Thounderwing)在賽博坦上以氣候裝甲對賽博坦星球本身造成極大傷害時，做為技術支援小隊最先發現到這件事。
在博派和狂派的大戰結束後，待在地球支援柯博文的行動，並有一台無人機助手(D.O.C)。